# Thai League 2018
La Thai League 2018 (detta anche  Toyota Thai League per motivi di sponsorizzazione) è stata la 22ª edizione del campionato thailandese di calcio. La stagione è iniziata il 9 febbraio 2018 e si è conclusa il 7 ottobre dello stesso anno.

## Stagione

### Novità
Dopo la stagione 2017 sono state retrocesse in Thai League 2 il Thai Honda Ladkrabang, il Sisaket e il Super Power Samut Prakan. Dalla Thai League 2 2017 sono state promosse il Chainat Hornbill, l'Air Force Central e il Prachuap.

### Formula
Le 18 squadre partecipanti si affrontano due volte, per un totale di 34 giornate.

La squadra campione di Thailandia ha il diritto a partecipare alla AFC Champions League 2019 partendo dal primo turno preliminare.

La vincitrice della Coppa nazionale è ammessa alla AFC Champions League 2019 partendo dal primo turno preliminare, assieme alle squadre classificata al secondo posto.

Le ultime cinque classificate retrocedono direttamente in Thai League 2 2019.

## Squadre partecipanti
| Club                 | Città             | Stadio                     |
| -------------------- | ----------------- | -------------------------- |
| Air Force Central    | Pathum Thani      | Thupatemi stadium          |
| Bangkok Glass        | Pathum Thani      | Leo Stadium                |
| Bangkok Utd          | Pathum Thani      | Thammasat Stadium          |
| Buriram Utd          | Buriram           | Chang Arena                |
| Chainat              | Chainat           | Khao Plong Stadium         |
| Chiangrai Utd        | Chiang Rai        | Singha Stadium             |
| Chonburi             | Chonburi          | Chonburi Stadium           |
| Muangthong Utd       | Nonthaburi        | SCG Stadium                |
| Nakhon Ratchasima    | Nakhon Ratchasima | 80th Birthday Stadium      |
| Navy                 | Chonburi          | Sattahip Navy Stadium      |
| Pattaya Utd          | Chonburi          | Nong Prue Stadium          |
| Police Tero          | Bangkok           | Boonyachinda Stadium       |
| Port                 | Bangkok           | PAT Stadium                |
| PT Prachuap          | Prachuap          | Sam Ao Stadium             |
| Ratchaburi Mitr Phol | Ratchaburi        | Ratchaburi Stadium         |
| Sukhothai            | Sukhothai         | Thung Thalay Luang Stadium |
| Suphanburi           | Suphanburi        | Suphanburi Stadium         |
| Ubon Utd             | Ubon Ratchathani  | UMT Stadium                |

## Classifica finale
|                       | Pos. | Squadra              | Pt | G  | V  | N  | P  | GF | GS | DR  |
| --------------------- | ---- | -------------------- | -- | -- | -- | -- | -- | -- | -- | --- |
| Thailandia (bandiera) | 1.   | Buriram Utd          | 87 | 34 | 28 | 3  | 3  | 76 | 25 | +51 |
|                       | 2.   | Bangkok Utd          | 71 | 34 | 21 | 8  | 5  | 68 | 36 | +32 |
|                       | 3.   | Port                 | 61 | 34 | 19 | 4  | 11 | 73 | 45 | +28 |
|                       | 4.   | Muangthong Utd       | 59 | 34 | 16 | 11 | 7  | 65 | 53 | +12 |
| [ 1 ]                 | 5.   | Chiangrai Utd        | 55 | 34 | 15 | 10 | 9  | 52 | 36 | +16 |
|                       | 6.   | PT Prachuap          | 53 | 34 | 15 | 8  | 11 | 56 | 46 | +10 |
|                       | 7.   | Nakhon Ratchasima    | 47 | 34 | 13 | 8  | 13 | 36 | 44 | -8  |
|                       | 8.   | Pattaya Utd          | 46 | 34 | 13 | 7  | 14 | 50 | 62 | -12 |
|                       | 9.   | Chonburi             | 46 | 34 | 13 | 7  | 14 | 45 | 53 | -8  |
|                       | 10.  | Suphanburi           | 46 | 34 | 11 | 13 | 10 | 43 | 35 | +8  |
|                       | 11.  | Sukhothai            | 43 | 34 | 12 | 7  | 15 | 53 | 63 | -10 |
|                       | 12.  | Ratchaburi Mitr Phol | 43 | 34 | 12 | 7  | 15 | 50 | 53 | -3  |
|                       | 13.  | Chainat              | 42 | 34 | 11 | 9  | 14 | 46 | 52 | -6  |
|                       | 14.  | Bangkok Glass        | 42 | 34 | 11 | 9  | 14 | 52 | 46 | +6  |
|                       | 15.  | Police Tero          | 36 | 34 | 10 | 6  | 18 | 53 | 66 | -13 |
|                       | 16.  | Navy                 | 30 | 34 | 7  | 9  | 18 | 44 | 85 | -41 |
|                       | 17.  | Ubon Utd             | 26 | 34 | 6  | 8  | 20 | 39 | 58 | -19 |
|                       | 18.  | Air Force Central    | 16 | 34 | 4  | 4  | 26 | 32 | 78 | -46 |

Legenda:

      Campione della Thailandia e ammessa alla fase a gironi dell'AFC Champions League 2019

      Ammesse al secondo turno preliminari dell'AFC Champions League 2019.

      Retrocesse in Thai League 2 2019

Note:

Tre punti a vittoria, uno a pareggio, zero a sconfitta.

## Statistiche

### Individuali

#### Classifica marcatori
| Gol |  |  | Giocatore             | Squadra                                       |
| --- |  |  | --------------------- | --------------------------------------------- |
| 34  |  |  | Diogo                 | Buriram United                                |
| 26  |  |  | Jonatan Ferreira Reis | PT Prachuap                                   |
| 26  |  |  | Heberty               | SCG Muangthong United                         |
| 25  |  |  | Nelson Bonilla        | Sukhothai                                     |
| 21  |  |  | Dragan Bošković       | Port                                          |
| 18  |  |  | Lukian                | Pattaya United                                |
| 16  |  |  | Michaël N'dri         | Police Tero                                   |
| 16  |  |  | Lonsana Doumbouya     | PT Prachuap                                   |
| 15  |  |  | Bernard Doumbia       | Chainat Hornbill                              |
| 15  |  |  | Bill                  | Ratchaburi Mitr Phol (6) Chiangrai United (9) |
| 15  |  |  | Marcos Vinícius       | Police Tero                                   |
| 15  |  |  | Sergio Suárez         | Port                                          |